# صورة 51
الصورة 51 هو اسم مُنِح لصورة حيود الأشعة سينية لدنا مبلور التقطت بواسطة ريموند غوسلين في مايو 1952 حين كان يعمل كطالب دكتوراه تحت إشراف روزاليند فرانكلين  في كلية الملك بلندن بمجموعة السيد جون راندال، وكانت دليلا حاسما في تحديد بنية الدنا.

## خلفية
قام موريس ويلكنز بإطلاع جيمس واتسون على الصورة دون موافقة أو علم روزاليند فرانكلين (رغم أن غوسلين بذلك الوقت قد عاد إلى إشراف ويلكنز)، قام فرنسيس كريك وجيمس واتسون باستخدام خصائص وميزات الصورة 51 لتطوير نموذج كيميائي لجزيء الدنا، وفي 1962 تم منح جائزة نوبل في الطب أو الفيزيولوجيا لواتسون وكريك وولكنز، ولم تمنح لفرانكلين لأنها توفيت قبل ذلك بأعوام ولأن قوانين جائزة نوبل تنص على أنها يجب أن تمنح للأحياء فقط.
قدمت الصورة معلومة مفتاحية كانت أساسية لتطوير نموذج الدنا ، حيث حدد نمط الحيود في الصورة الطبيعة اللولبية لسلسلتي اللولب المزدوج (توازي متضاد). الجزء الخارجي من سلسلة الدنا عبارة عن عمود فقري مكون من ترابط متبادل بين جزيئات سكر الريبوز منقوص الأكسجين ومجموعات الفوسفات، وبالداخل تترابط القواعد بكشل مزدوج وتسلسل ترابطها يشكل شيفرات لاصطناع البروتين، منحت حسابات واتسون وكريك من صورة غوسلين وفرانكلين قياسات أساسية لحجم وبنية نموذجهما اللولبي. أصبحت الصورة 51 مصدر بيانات جوهري  أدى إلى تطوير نموذج الدنا وأكد فرضيات سابقة حول بينة الدنا اللولبية، التي تم نشرها في مقالات بمجلة نيتشر بواسطة ريموند غوسلن.
بعد أن أعاد المؤرخون فحص الحقبة التي تم فيها التقاط الصورة، ثارت جدالات معتبرة حول كل من: مقدار المساهمة التي قدمتها الصورة في أعمال واتسون وكريك، وكذلك الطرق التي حصلا بها على الصورة، فقد تم التعاقد مع فرانكلين وتوظيفها بشكل مستقل عن ويلكنز ورغم ذلك قام الأخير بإطلاع واتسون وكريك على الصورة 51 دون علمها. هل كانت روزاليند ستكتشف بنية الدنا وحدها من بياناتها الخاصة لو لم يطلع واتسون وكريك على صورة غوسلين؟ هو سؤال محل جدل كبير  أصبح أكثر جدلا بسبب الصورة السلبية التي رسمها واتسون لروزاليد في كتابه حول تاريخ البحث عن بنية الدنا المعنون «اللولب المزدوج» ، اعترف واتسون بتشويهه صورة فرانكلين في كتابه قائلا في الخاتمة:«لأن انطباعاتي الأولية حول فرانكلين سواء العلمية أو الشخصية (كما هو مسجل في الصفحات الأولى من هذا الكتاب) كانت خاطئة، أريد أن أقول شيئا حول إنجازاتها.» 

## إشارات في الثقافة
- تم بث شريط وثائقي مدته 56 دقيقة عنوانه: سر الصورة 51 (Secret of Photo 51) في برنامج نوفا لقناة بي بي إس [16] بتعليق باربرا فلين، أجريت فيه مقابلات مع ويلكنز، غوسلين، آرون كلوغ وبريندا مادوكس [17] بالإضافة إلى أصدقاء فرانكلين: فيتوريو لوزاتي، كاسبر، آن بيبر، وسو ريتشيلي.[18] نسخة المملكة المتحدة أنتجت بواسطة بي بي سي وعنوانها: روزاليند فرانكلين سيدة الدنا المظلمة.[19]
- الحلقة الأولى من سلسلة شريط وثائقي آخر لبي بي أس «الدنا» بُث في 4 يناير 2004 [20]، عنوان الحلقة «سر الحياة» وتركز حول مساهمات فرانكلين، بتعليق جيف غولدبلوم وأجريت فيه مقابلات مع واتسون، ويلكنز، غوسلين وبيتر بولينغ (ابن لينوس باولنغ).[21]
- مسرحية عنوانها صورة 51 بواسطة آنا زيجلر ركزت على دور عالمة دراسة البلورات بالأشعة السينية روزاليند فرانكلين في اكتشاف بنية الدنا.[22][23] فازت هذه المسرحية بالدورة الثالثة لأفضل سيناريو بالمسابقة الدولية STAGE سنة 2008 [24]، وفي 2015 أقيمت المسرحية في وست اند (لندن) أين أدت نيكول كيدمان دور روزاليند.[25]